# Blighty Football Club
Blighty Football Club, biệt danh Redeyes, là một câu lạc bộ bóng bầu dục Úc thi đấu ở Picola & District Football League. Trước năm 1969, câu lạc bộ thi đấu ở Coreen & District Football League (1964–68) và Edward River Football Association (1949–54, 1959–61).
Câu lạc bộ có trụ sở ở thị trấn Blighty, New South Wales của Riverina.

## Chức vô địch
| Giải đấu                          | Tổng số cờ | Năm vô địch            |
| --------------------------------- | ---------- | ---------------------- |
| Coreen & District Football League | 1          | 1965                   |
| Picola & District Football League | 4          | 1969, 1971, 1975, 2000 |